# Fosforjeva kislina
Fosforjeva, ortofosforjeva ali natančneje fosforjeva(V) kislina) je anorganska kislina s kemijsko formulo H3PO4. Kislina nastane z raztapljanjem difosforjevega pentaoksida (P2O5) v vodi. Fosforjev pentaoksid nastaja z zgorevanjem fosforja. Fosforjeva(V) kislina vsebuje tri vodikove atome, zato disociira v treh stopnjah:
H3PO4 → H2PO4 + H3O
H3PO4 → H1PO4 + 2H3O
H3PO4 → PO4 + 3H3O

Zaradi treh predhodnih vodikovih atomov ima kislina strokovno predpono orto, ki velja za kisline z več H atomi. Ta lastnost da ortofosforjevi kislini možnost spajanja s kondenzacijo v polifosforjevo kislino (HPO3).
Fosforjeva (V) kislina, se uporablja predvsem za pridelovanje gnojil, pri tem predvsem soli in pralnih praškov, kot mehčalo za trdo vodo.